# Mires
Mires of Moires (Grieks: Μοίρες) is een plaats en deelgemeente van de gemeente Faistos op het Griekse eiland Kreta. Het ligt in het departement Iraklion, ruim 50 kilometer ten zuiden van de stad Iraklion en is de hoofdstad van de Messaravlakte.
De hoofdkerk is Agios Georgios. Elke zaterdagmorgen is er een markt in het plaatsje, de grootste in de regio.
Plaatsen binnen van Mires zijn :
- Pombia
- Galia
- Kapariana
- Petrokefali
- Pigaidakia
- Alithini
- Peri
- Andiskari
- Kasteli
- Roufas
- Kouses
- Skourvoula